# Abbaustrecke
Als Abbaustrecke bezeichnet man im Bergbau einen horizontalen Grubenbau in der Lagerstätte, der den Abbaubereich begleitet. Im Steinkohlenbergbau bezeichnet man Abbaustrecken auch als Flözstrecken.

## Nutzung, Verlauf und Größe
Abbaustrecken werden zur Förderung, zur Fahrung und zur Bewetterung der Abbaubetriebe genutzt. Durch Abbaustrecken wird die Lagerstätte in Unterabschnitte, die für das jeweilige Abbauverfahren passend sind, unterteilt. Im Erzbergbau dienen Abbaustrecken zunächst der Untersuchung der Lagerstätte. Im Steinkohlenbergbau werden Abbaustrecken innerhalb eines Baufeldes in der Regel nur einmal für eine Bauhöhe genutzt. Unter bestimmten Voraussetzungen, wie standfestes Flöznebengestein und gut erhaltener Streckenausbau, werden Abbaustrecken auch zweimal benutzt. Bei plattenförmigen Vorkommen, wie bei Flözen oder Gängen, verlaufen die Abbaustrecken in der Lagerstätte in der Regel in streichender Richtung. Bei linsenförmigen oder sonstigen Lagerstätten mit großer Ausdehnung werden die Abbaustrecken bei Bedarf auch querschlägig ausgerichtet. Die Abbaustrecken werden entweder von Blindschächten, von Aufhauen oder Bremsbergen oder direkt von der Hauptsohle aus aufgefahren. Je nach Bergbauzweig ist die Ausdehnung der Abbaustrecken und ihr Anteil am Gesamtstreckennetz sehr unterschiedlich. Im westeuropäischen Steinkohlenbergbau ist der Anteil der Abbaustrecken zum Gesamtstreckennetz in der Regel gering. In der steilen Lagerung ist die Gesamtlänge der Abbaustrecken, bei gleicher Förderung, größer als in der flachen Lagerung. Beim Gangerzbergbau ist die Gesamtlänge der Abbaustrecken in der Regel größer als die sonstigen Strecken.

## Weitere Unterteilung
Im Steinkohlenbergbau werden die Abbaustrecken, je nach Lage zum Streb, eingeteilt in Kopfstrecke und Fußstrecke. Abbaustrecken, die zur Förderung der gewonnenen Bodenschätze genutzt werden, nennt der Bergmann auch Kohlenabfuhrstrecke oder Bandstrecke. Werden über die Abbaustrecken Versatzberge transportiert, nennt man sie auch Bergezufuhrstrecke. Werden die Abbaustrecken zusammen mit dem Streb aufgefahren, nennt man sie Abbaubegleitstrecken. Je nach Lage der Abbaufront zur Ortsbrust unterscheidet der Bergmann nachgefahrene, vorgefahrene oder mitgefahrene Abbaustrecken. Bei nachgefahrenen oder auch nachgeführten Abbaustrecken wird die Kohle von der Strebbelegschaft mit abgebaut und abgefördert, das Nebengestein wird durch die Ortsbelegschaft nachgerissen. Bei vorgefahrenen oder vorgesetzten Abbaustrecken ist die Ortsbrust vor der Abbaufront und bei mitgefahrenen Abbaustrecken nahezu auf gleicher Höhe wie die Abbaufront. Abbaustrecken, die beim Rückbau verwendet werden, nennt man Rückbaustrecken. Abbaustrecken, die zur Untersuchung der Lagerstätte dienen, werden Untersuchungsstrecken genannt.